# A.H. Nijhoff
A.H. Nijhoff (Den Haag, 9 juni 1897 – aldaar, 21 maart 1971) is de schrijversnaam van de Nederlands auteur Antoinette Hendrika (Nettie) Nijhoff-Wind.

## Biografie
Wind werd geboren als tweede dochter van Hendrik Jeltinus Wind en Maria de Bruijne. Haar vader heeft ze nooit gekend. De SS La Bourgogne, waarmee vader Wind, die in Venezuela werkzaam was geweest als ingenieur, in 1898 de terugreis maakte, werd 60 mijlen ten zuiden van Sable Island, bij Nova Scotia, in dichte mist aangevaren door het zeilschip Cromartyshire en zonk. Hendrik Wind was een van de 549 dodelijke slachtoffers. 
Met haar moeder (die nooit hertrouwde) en haar zusje woonde ze bij familie in Groningen, Batavia en De Bilt. Ze ging naar de lagere school in Utrecht en Den Haag, waar ze ook het Gymnasium Haganum bezocht, maar ze had eigenlijk alleen belangstelling voor de lessen Nederlands en klassieke talen. Ze publiceerde in die tijd haar eerste gedichten in Rostra, het blad van de Gymnasiastenbond.

### Martinus Nijhoff
De latere dichter Martinus Nijhoff, een zoon van de uitgever Wouter Nijhoff, was een leerling op hetzelfde gymnasium als Nettie Wind; hij zat een paar klassen hoger. Ze kregen verkering. Op haar 18e raakte zij zwanger van hem, waarna ze trouwden. Na de geboorte van hun zoon Wouter Stephan, die 'Faan' genoemd werd, vestigde het echtpaar zich in Laren, waar ze zich in het bohemienleven van de daar wonende artiestenkolonie stortten. In 1920 benauwde haar dat zo, dat ze samen met haar zoontje naar Parijs vertrok. Ze begon te schrijven aan haar eerste boek, dat overigens nooit afkwam.
Na een paar maanden keerde ze terug naar Nederland, maar de relatie met Nijhoff was voorgoed verstoord. Ze maakten samen nog een reis naar Italië, waar Netty een pension begon in Settignano, provincie Florence. Zij deed dit samen met de Italiaanse Maria Tesi, die beschreven wordt in haar roman De vier doden.

### Marlow Moss
In 1929 ging ze weer naar Parijs, samen met zoon Wouter. Daar maakte zij kennis met de Engelse beeldend kunstenares Marlow Moss, die haar geliefde zou worden. Het rustige leven inspireerde haar tot schrijven, wat in 1930 resulteerde in de publicatie van twee hoofdstukken van Twee meisjes en ik in De Gids. Als schrijversnaam koos ze 'A.H. Nijhoff'. In 1931 werd de roman als boek uitgegeven; het zou in zestig jaar negen maal herdrukt worden. Zes jaar later volgde een vertaling van André Gide, De enge poort. In april 1940 vertrok het stel vanwege de oorlogsdreiging naar Nederland, vanwaar Marlow verder reisde naar het Verenigd Koninkrijk.
Netty bracht de Tweede Wereldoorlog door in Zeeland en later bij haar zoon, die in Breda woonde en onder de naam Stephen Storm als fotograaf werkte. In 1942 verscheen een aantal verhalen onder de titel Medereizigers, later herdrukt als Het veilige hotel. Tijdens de oorlog werd de novelle Geboorte bibliofiel uitgegeven door de toen nog clandestiene uitgeverij De Bezige Bij, met tekeningen van Charles Roelofsz. Een tweede novelle, De dagen spreken, verscheen in 1946 met houtsneden van Kees Andrea. 
Na de bevrijding werd ze herenigd met Marlow Moss en schreef artikelen voor Vrij Nederland. Ze woonde afwisselend in Den Haag bij haar echtgenoot Martinus Nijhoff en in Cornwall, waar Moss een atelier had. In 1950 wilde Nijhoff van Netty scheiden om te kunnen trouwen met de actrice Georgette Hagedoorn, met wie hij al jaren een verhouding had. Ondanks de vrije levensstijl van beide echtelieden, met minnaars en minnaressen, was Netty hierdoor behoorlijk van streek.
Na de dood van Martinus in 1953 vestigde Netty zich in 'Huize Antoinette' in de buurtschap Klein Valkenisse bij Biggekerke, dat ze van hem erfde, nadat het was opgeknapt van de schade die het had opgelopen bij de Inundatie van Walcheren. Het huis is altijd een ontmoetingsplaats voor mensen uit de kunstwereld geweest.

### Laatste jaren
In 1958 overleed zowel Marlow Moss als Netty's moeder. In de jaren daarna woonde ze 's winters in een appartement in Plaka in Athene, waar ze in 1933 voor het eerst met Marlow geweest was. In de jaren vijftig was ze er ook vaak geweest. Ze sprak Nieuwgrieks. Daar vond ze inspiratie om een boek over Griekenland te schrijven, Malista (Grieks voor 'jazeker' of 'inderdaad'). 's Zomers woonde ze in Klein Valkenisse. In 1969 verslechterde haar gezondheid zodanig dat haar oudere zus Gerda van Woerden-Wind haar in Den Haag bij zich in huis nam. Daar overleed ze in het Rode Kruis Ziekenhuis op 21 maart 1971. Netty Nijhoff-Wind ligt begraven op het kerkhof van Biggekerke. Op het graf staat een beeld dat door Marlow Moss gemaakt is.
Er is weinig bekend over haar leven, ze heeft heel bewust zaken vernietigd die hier iets over zouden kunnen vertellen, zoals briefwisselingen. In 1967 werd ze geïnterviewd door Bibeb in Vrij Nederland. De kop boven het artikel was: Ik voel er absoluut niet voor alle woelingen van mijzelf op tafel te gooien. Over datgene wat wel bekend is, doen vaak verschillende versies de ronde.

## Romans
De sfeer in de verhalen van A.H. Nijhoff is typisch die uit de jaren dertig en veertig. Ze geeft haar visie op de moraal van de tijd, is tegen burgerlijkheid en propageert een vrij leven, met vriendschap en schoonheid in plaats van een geregeld leven. De reacties op haar werk waren uiteenlopend en extreem. Vooral de critici vonden haar werk (en de levensstijl van de schrijfster) amoreel. Collega's hadden over het algemeen wel waardering voor haar talent. Heden ten dage worden alleen Twee meisjes en ik - dat sterk autobiografische elementen bevat - en Medereizigers nog wel gelezen. Later werk werd destijds al minder gewaardeerd dan Twee meisjes en wordt niet meer gelezen.